# 第25回アカデミー賞
第25回アカデミー賞（だい25かいアカデミーしょう）は、1952年の映画を対象としており、授賞式は1953年3月19日にハリウッドのRKOパンテージズ・シアターとニューヨークのNBCインターナショナル・シアターで行われた。
今回はアカデミー賞の授賞式が史上初めてテレビ放送され、初めてハリウッドとニューヨークで同時に行われた。

## 受賞とノミネート一覧
太文字のものが受賞である。
| 作品賞 | 監督賞 |
| --- | --- |
| - 『地上最大のショウ』 - 『真昼の決闘』 - 『黒騎士』 - 『赤い風車』 - 『静かなる男』 | - ジョン・フォード – 『静かなる男』 - セシル・B・デミル – 『地上最大のショウ』 - ジョン・ヒューストン – 『赤い風車』 - ジョーゼフ・L・マンキーウィッツ – 『五本の指』 - フレッド・ジンネマン – 『真昼の決闘』 |
| 主演男優賞 | 主演女優賞 |
| - ゲイリー・クーパー – 『真昼の決闘』 - マーロン・ブランド – 『革命児サパタ』 - カーク・ダグラス – 『悪人と美女』 - ホセ・フェラー – 『赤い風車』 - アレック・ギネス – 『ラベンダー・ヒル・モブ』 | - シャーリー・ブース – 『愛しのシバよ帰れ』 - ジョーン・クロフォード – 『突然の恐怖』 - ベティ・デイヴィス – The Star - ジュリー・ハリス – The Member of the Wedding - スーザン・ヘイワード – 『わが心に歌えば』 |
| 助演男優賞 | 助演女優賞 |
| - アンソニー・クイン – 『革命児サパタ』 - リチャード・バートン – 『謎の佳人レイチェル』 - アーサー・ハニカット – 『果てしなき蒼空』 - ヴィクター・マクラグレン – 『静かなる男』 - ジャック・パランス – 『突然の恐怖』 | - グロリア・グレアム – 『悪人と美女』 - ジーン・ヘイゲン – 『雨に唄えば』 - コレット・マルシャン – 『赤い風車』 - テリー・ムーア – 『愛しのシバよ帰れ』 - セルマ・リッター – 『わが心に歌えば』 |
| 脚色賞 | 脚本賞 |
| - 『悪人と美女』 – チャールズ・シュニー - 『真昼の決闘』 – カール・フォアマン - 『白衣の男』 – ロジャー・マクドゥガル、ジョン・ダイトン、アレクサンダー・マッケンドリック - 『静かなる男』 – フランク・S・ニュージェント - 『五本の指』 – マイケル・ウィルソン | - 『ラベンダー・ヒル・モブ』 – T・E・B・クラーク - The Atomic City – シドニー・ボーム - 『パットとマイク』 – ルース・ゴードン、ガーソン・ケニン - 『超音ジェット機』 - テレンス・ラティガン - 『革命児サパタ』 – ジョン・スタインベック |
| 原案賞 | 短編アニメ賞 |
| - 『地上最大のショウ』 – フレデリック・M・フランク、セオドア・セント・ジョン、フランク・キャヴェット - The Sniper – エドナ・アンハルト、エドワード・アンハルト - 『その女を殺せ』 - マーティン・ゴールドスミス、ジャック・レナード - 『マイ・サン・ジョン/赤い疑惑』 – レオ・マッケリー - The Pride of St. Louis – ガイ・トロスパー | - 『ワルツの王様』 - ぼくはジェット機 - Madeline - Pink and Blue Blues - The Romance of Transportation in Canada |
| 長編ドキュメンタリー映画賞 | 短編ドキュメンタリー映画賞 |
| - The Sea Around Us - The Hoaxters - Navajo | - Neighbours - Devil Take Us - The Garden Spider - Man Alive! |
| 短編実写映画賞（一巻） | 短編実写映画賞（二巻） |
| - Light in the Window - Athletes of the Saddle - Desert Killer - Neighbours - Royal Scotland | - 『水鳥の生態』 - Bridge of Time - Devil Take Us - Thar She Blows! |
| ドラマ・コメディ音楽賞 | ミュージカル音楽賞 |
| - 『真昼の決闘』 – ディミトリ・ティオムキン - The Thief – ハーシェル・バーク・ギルバート - 『革命児サパタ』 – アレックス・ノース - 『黒騎士』 – ロージャ・ミクローシュ - The Miracle of Our Lady of Fatima – マックス・スタイナー | - 『わが心に歌えば』 – アルフレッド・ニューマン - 『雨に唄えば』 – レニー・ヘイトン - 『ジャズ・シンガー』 – レイ・ハインドーフ、マックス・スタイナー - The Medium – ジャン＝カルロ・メノッティ - Hans Christian Andersen – ウォルター・シャーフ |
| 歌曲賞 | 録音賞 |
| - 「ハイヌーン」 （『真昼の決闘』） – ディミトリ・ティオムキン（作曲）、ネッド・ワシントン（作詞） - "Am I in Love" （『腰抜け二挺拳銃の息子』） – ジャック・ブルックス（作曲・作詞） - "Because You're Mine" （Because You're Mine） – ニコラス・ブロズスキー（作曲）、サミー・カーン（作詞） - "Thumbelina" （『アンデルセン物語』） – フランク・ローサー（作曲・作詞） - "Zing a Little Zong" （Just for You） – ハリー・ウォーレン（作曲）、レオ・ロビン（作詞）                | - 『超音ジェット機』 – ロンドン・フィルム・サウンド部 - The Promoter – パインウッド・スタジオズ・サウンド部 - 『静かなる男』 – リパブリック・ピクチャーズ・サウンド部; ダニエル・J・ブルームバーグ - 『アンデルセン物語』 – サミュエル・ゴールドウィン・スタジオ・サウンド部 - 『わが心に歌えば』 – 20世紀フォックス・スタジオ・サウンド部; トーマス・T・モールトン |
| 美術監督賞（白黒） | 美術監督賞（カラー） |
| - 『悪人と美女』 – 美術: セドリック・ギボンズ、エドワード・カーファグノ、装置: エドウィン・B・ウィリス、キーオー・グリーソン - 『羅生門』 – 美術: 松山崇、装置: 松本春造 - 『黄昏』 – 美術: ハル・ペレイラ、ローランド・アンダーソン、装置: エミール・クリ - 『謎の佳人レイチェル』 – 美術: ライル・ウィーラー、ジョン・デ・キュア、装置: ウォルター・M・スコット - 『革命児サパタ』 – 美術: ライル・ウィーラー、リーランド・フラー、装置: トーマス・リトル、クロード・カーペンター | - 『赤い風車』 – 美術: ポール・シェリフ、装置: マルセル・ヴェルテス - 『アンデルセン物語』 – 美術: リチャード・デイ、クレイヴ、装置: ハワード・ブリストル - 『メリイ・ウィドウ』 – 美術: セドリック・ギボンズ、ポール・グロッシー、装置: エドウィン・B・ウィリス、アーサー・クラムズ - 『静かなる男』 – 美術: フランク・ホテイリング、装置: ジョン・マッカーシー・Jr、チャールス・トンプソン - 『キリマンジャロの雪』 – 美術: ライル・ウィーラー、リーランド・フラー、装置: トーマス・リトル、ポール・S・フォックス |
| 撮影賞（白黒） | 撮影賞（カラー） |
| - 『悪人と美女』 – ロバート・サーティース - 『果てしなき蒼空』 - ラッセル・ハーラン - 『突然の恐怖』 – チャールズ・ラング・Jr - 『謎の佳人レイチェル』 - ジョセフ・ラシェル - Navajo – ヴァージル・E・ミラー | - 『静かなる男』 – ウィントン・C・ホック、アーチー・スタウト - 『百萬弗の人魚』 - ジョージ・J・フォルシー - 『キリマンジャロの雪』 – レオン・シャムロイ - 『アンデルセン物語』 – ハリー・ストラドリング - 『黒騎士』 – フレディ・ヤング |
| 衣裳デザイン賞（白黒） | 衣裳デザイン賞（カラー） |
| - 『悪人と美女』 – ヘレン・ローズ - 『黄昏』 – イーディス・ヘッド - 『謎の佳人レイチェル』 – チャールズ・ル・メア、ドロシー・ジーキンズ - 『醜聞殺人事件』 – ジャン・ルイ - 『突然の恐怖』 – シーラ・オブライエン | - 『赤い風車』 – マルセル・ヴェルテス - 『アンデルセン物語』 – クレイヴ、メアリー・ウェルズ、バーバラ・カリンスカ - 『地上最大のショウ』 – イーディス・ヘッド、ドロシー・ジーキンズ、マイルズ・ホワイト - 『わが心に歌えば』 – チャールズ・ル・メア - 『メリイ・ウィドウ』 – ヘレン・ローズ、ジャイル・スティール |
| 編集賞 | 特殊効果賞 |
| - 『真昼の決闘』 - ハリー・ガースタッド、エルモ・ウィリアムズ - 『愛しのシバよ帰れ』 – ウォーレン・ロウ - 『第七機動部隊』 - ウィリアム・オースティン - 『地上最大のショウ』 - アン・ボーチェンズ - 『赤い風車』 - ラルフ・ケンプレン | - Plymouth Adventure |

### アカデミー名誉賞
- ジョージ・アルフレッド・ミッチェル
- ジョセフ・M・シェンク
- メリアン・C・クーパー
- ハロルド・ロイド
- ボブ・ホープ

### 外国語映画賞
- 『禁じられた遊び』（ フランス）

### アービング・G・タルバーグ賞
- セシル・B・デミル

### 統計
複数候補
- 7候補: 『真昼の決闘』、『赤い風車』、『静かなる男』
- 6候補: 『悪人と美女』、『アンデルセン物語』
- 5候補: 『地上最大のショウ』 、『革命児サパタ』
- 4候補: 『謎の佳人レイチェル』、『突然の恐怖』、『わが心に歌えば』
- 3候補: 『愛しのシバよ帰れ』、『黒騎士』
- 2候補: 『果てしなき蒼空』、『超音ジェット機』、『黄昏』、Devil Take Us、『五本の指』、『ラベンダー・ヒル・モブ』、『メリイ・ウィドウ』、Navajo、Neighbours、『雨に唄えば』、『キリマンジャロの雪』

- 5受賞: 『悪人と美女』
- 4受賞: 『真昼の決闘』
- 2受賞: 『地上最大のショウ』、『赤い風車』、『静かなる男』